# Lãnh Hồ
Lãnh Hồ tiếng Trung: 冷湖行政区; bính âm: Lěnghú xíngzhèngqū) là một khu vực hành chính thuộc Châu tự trị dân tộc Mông Cổ & dân tộc Tạng Hải Tây, tỉnh Thanh Hải, Trung Quốc. Khu vực này ban đầu không có cư dân sinh sống, đến giữa thế kỷ 20, chính phủ Trung Quốc cho thành lập một khu hành chính để quản lý đất đai và khoáng sản tại khu vực. Cả khu hành chính chỉ có một đơn vị hành chính là trấn Lãnh Hồ (冷湖镇)